# ヘラクレスとケルベロス (スルバラン)
『ヘラクレスとケルベロス』（西: Hércules y Cancerbero、英: Hercules and Cerberus）は、スペインのバロック絵画の巨匠フランシスコ・デ・スルバランが1634年にキャンバス上に油彩で制作した絵画である。作品はマドリードのプラド美術館に所蔵されている。ブエン・レティーロ宮殿の「諸王国の間」のために画家が描いたギリシア神話の「ヘラクレスの12の功業」を表す10点からなる連作のうちの1点である。スルバランの画業においてこれら神話画連作は、同じく「諸王国の間」のために描かれた歴史画『カディスの防衛』 (プラド美術館) とともに例外的であり、貴重な作例である。また、スルバランの神話画連作は、おそらくスペイン絵画黄金時代の最も重要な男性裸体連作である。

## 作品
ギリシア神話の英雄ヘラクレスは並外れた怪力を誇った半神半人で、数々の難行を果たした後、死によってオリュンポス山に迎え入れられる。ルネサンス期になるとヘラクレスは、「剛力」や「猛々しさ」の象徴として描かれるようになった。もとよりヘラクレスはスペイン王家の神話的な創始者と考えられており、本作を委嘱したスペイン王フェリペ4世の曽祖父・神聖ローマ皇帝カール5世もハプスブルク家の力の象徴として用いた。とりわけ、プロテスタントやヨーロッパ諸国との争いの渦中にあった17世紀には、獣や怪物を打ち倒すヘラクレスの姿が戦争におけるスペイン王国の勝利のイメージと重ねられた。神話の英雄は、悪に打ち勝つ君主の力と美徳の象徴と見なされたのである。
ヘラクレスはヘラの怒りを買い、発狂させられてしまう。そして自分の子を敵と思い、1人残らず殺してしまうが、正気に返った後、自身が犯した罪に愕然とし、どうすれば罪を償えるかアポローンの神託に尋ねた。すると「ティリュンス王エウリュステウスの臣下となり、王の命じる10の難行をやり遂げよ」と命じられた。こうして、ヘラクレスの功業が開始される。本作に描かれている場面は最後に難行に当たるもので、ヘラクレスは冥界の番犬ケルベロスを地上に連れ帰るというものであった。ケルベロスは冥界の王ハーデースの忠実な番犬で、頭が3つあり、尾が生きたヘビで、無数のヘビが背中に生えている怪物である。しかし、何よりも難しかったのは、冥界に行くには死ななければならないということであった。ヘラクレスはもはやこれまでと悟ったが、そこへ知恵と戦争の女神アルテミスが現れ、農耕の女神デメテルの神殿へ行くよう助言した。この神殿で行われる密儀に参加したヘラクレスは、伝令神ヘルメスの導きによってハーデースに会うことができた。
ヘラクレスから事情を聞いたハーデースは「素手でケルベロスと闘い、服従させることができたら」という条件を出して、ヘラクレスの願いを聞き入れる。ヘラクレスはケルベロスの首を両腕で強く締めつけることにより、ケルベロスを降参させ、地上に連れ帰ることに成功した。ケルベロスを目のあたりにしたエウリュステウス王は恐怖のあまり叫び、ケルベロスを冥界に連れ帰るようヘラクレスに命じた。こうして、ヘラクレスはすべての難行をやり終えたのである。
本作では、舞台が冥界であることを示すためにヘラクレスとケルベロスの背後で地獄の業火が噴き出ている。ヘラクレスは棍棒を振り上げてケルベロスと闘っているが、これは「素手で闘った」という神話に忠実な表現ではない。また、ヘラクレスが最初の難行で倒したネメアのライオンの頭部も兜として被っていない。彼がケルベロスを引っ張っているロープは、彼がもう少しでケルベロスを打ち負かそうとしていることを示唆している。